# Doum Doum (département)
Le département de Doum Doum est un des cinq départements composant la province du Lac au Tchad. Son chef-lieu est Doum Doum.

## Subdivisions
Le département de Doum Doum compte sept sous-préfectures qui ont le statut de communes :
- Doum Doum,

## Histoire
Le département de Doum Doum a été créé par l'ordonnance n° 038/PR/2018 portant création des unités administratives et des collectivités autonomes du 10 août 2018.

## Administration
Préfets de Doum Doum (depuis 2018)
- nd.